# Fußkettchen

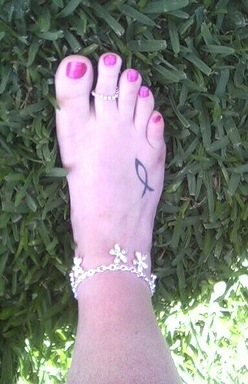
Fußkette und Zehenring

Ein Fußkettchen, auch Fußkette genannt, ist ein Schmuckstück, das um das Fußgelenk getragen wird. Es wird heute hauptsächlich von Frauen getragen.

## Verbreitung und Bezeichnungen
In Indien tragen Frauen seit altindischer Zeit Fußkettchen ghungru als Schmuck. Ghungru mit klingenden Schellen werden seit altindischer Zeit von männlichen und weiblichen Darstellern bei indischen Tänzen getragen und perkussiv zur rhythmischen Betonung der Begleitmusik eingesetzt. In Südindien werden diese Fußkettchen gejje (Kannada), gejjai (Tamil) und gejjalu (Telugu) genannt.
Auf Arabisch heißen Fußkettchen ḫalḫal (Pl. ḫalāḫil). Sie sorgen auch bei einigen Frauentänzen in nordafrikanischen Ländern für den Rhythmus, etwa beim Fruchtbarkeitstanz Abdaoui im Nordosten Algeriens.